# Tapurah
Tapurah – miasto i gmina w Brazylii, w stanie Mato Grosso.